# Дудинка
Дуди́нка (нен. Тут'ын) — город районного подчинения в Красноярском крае России, административный центр административно-территориальной единицы с особым статусом Таймырского Долгано-Ненецкого района и одноимённого муниципального района (с 2007, ранее — административный центр сложноподчинённого субъекта РФ Таймырский (Долгано-Ненецкий) автономный округ в составе Красноярского края, город окружного значения).
Население — 20 531 чел. (2023).
Несмотря на то что город не имеет статуса ЗАТО, его посещение иностранными гражданами (в том числе гражданами Белоруссии) с 25 ноября 2001 года возможно только по разрешению властей. До этого в течение десяти лет (с 1991 года) въезд для иностранцев был свободным.

## Этимология
По одной версии название произошло от прозвищного имени Дуда, по другой версии название образовано из нен. Тутин, где ту — «огонь», тин — «амбар», и первоначально означало «склад, где хранятся пороховые и другие запасы».

## История
Дудинка была основана во второй половине XVII века, — а именно в 1667 году мангазейским стрельцом пятидесятником Иваном Сорокиным как ясачное зимовье. В Дудинском зимовье в XVIII веке останавливались участники Великой Северной экспедиции Харитон Лаптев, Семён Челюскин, Фёдор Минин. На их картах Дудинка размещается на реке Дудинке и называется «зимовье Дудино ясашно».
Шведский учёный Г. Тэль, совершивший экспедицию в низовья Енисея в 1876 году, писал: «Мы ожидали найти здесь многочисленные постройки, и поэтому можно себе представить наше удивление, когда мы увидели, что это знаменитое Дудино состоит всего только из семи — восьми полуразрушенных лачуг, одного недостроенного дома и деревянной часовни». Летом 1906 года в Дудинке поселился Н. А. Бегичев, участник экспедиции Э. В. Толля, искавшей землю Санникова. Ныне одна из улиц города названа именем Бегичева.
В 1921 году С. Н. Рыбин, начальник экспедиции инженерных путей сообщения, описывал Дудинку так: «24 дома села, частью — солидной деревянной постройки, частью — полуземлянок. В Дудинке находится главный кабак и тот горный хребет, что поднимается на север от села называется „Кабацкий“, и тот остров, что виден напротив на зеркале Енисея, тоже Кабацкий» (в 1918 году на вершине этого хребта была установлена радиостанция, а в 1920 году эта станция была перенесена в само село).

К 1923 году в Дудинке было 12 домов и деревянная церковь. В домах размещались: начальная школа, фельдшерский пункт (уже 3 фельдшера), волисполком, клуб.

Дудинское на карте Сибирского края

10 декабря 1930 года, после образования Таймырского (Долгано-Ненецкого) национального округа, Дудинка становится административным и культурным центром огромнейшей территории, на которой проживало чуть более 7 тысяч жителей. Начинаются культурные и экономические преобразования в округе. В Дудинке строятся клуб, больница, аптека. В 1931 году жители Дудинки впервые увидели кинофильм, показанный в клубе. В январе того же года в округе действовало только одно отделение связи — Дудинское. Почта отправлялась зимой два раза, а летом — 3-4 раза в месяц. В Дудинке впервые появляется телефонная связь, оборудован трансляционный узел на 80 радиоточек, а 20 октября жители Дудинки слушали первую трансляцию радиогазеты. В июле открывается больница на 12 коек, в которой работают фельдшеры и акушер.
С 1935 года на Таймыре начинается строительство Норильского металлургического комбината и Дудинского порта. Вместе с этим в Дудинке образовывается 4 лаготделение Норильлага, которое просуществовало до 1956 года. 4-е лаготделение размещалось в самом центре селения Дудинки и имело форму квадрата довольно внушительных размеров. На каждом углу лагерной зоны стояли караульные вышки: две — параллельно берегу реки Дудинки и две — со стороны Дудинского села.
В 1936 году построен первый морской причал.
В 1937 году начато строительство железной дороги Дудинка — Норильск.
5 марта 1951 года вышел Указ Президиума Верховного Совета РСФСР «о преобразовании села Дудинки — административного центра Таймырского национального округа Красноярского края в город окружного подчинения».

На протяжении второй половины XX века город активно увеличивался. 

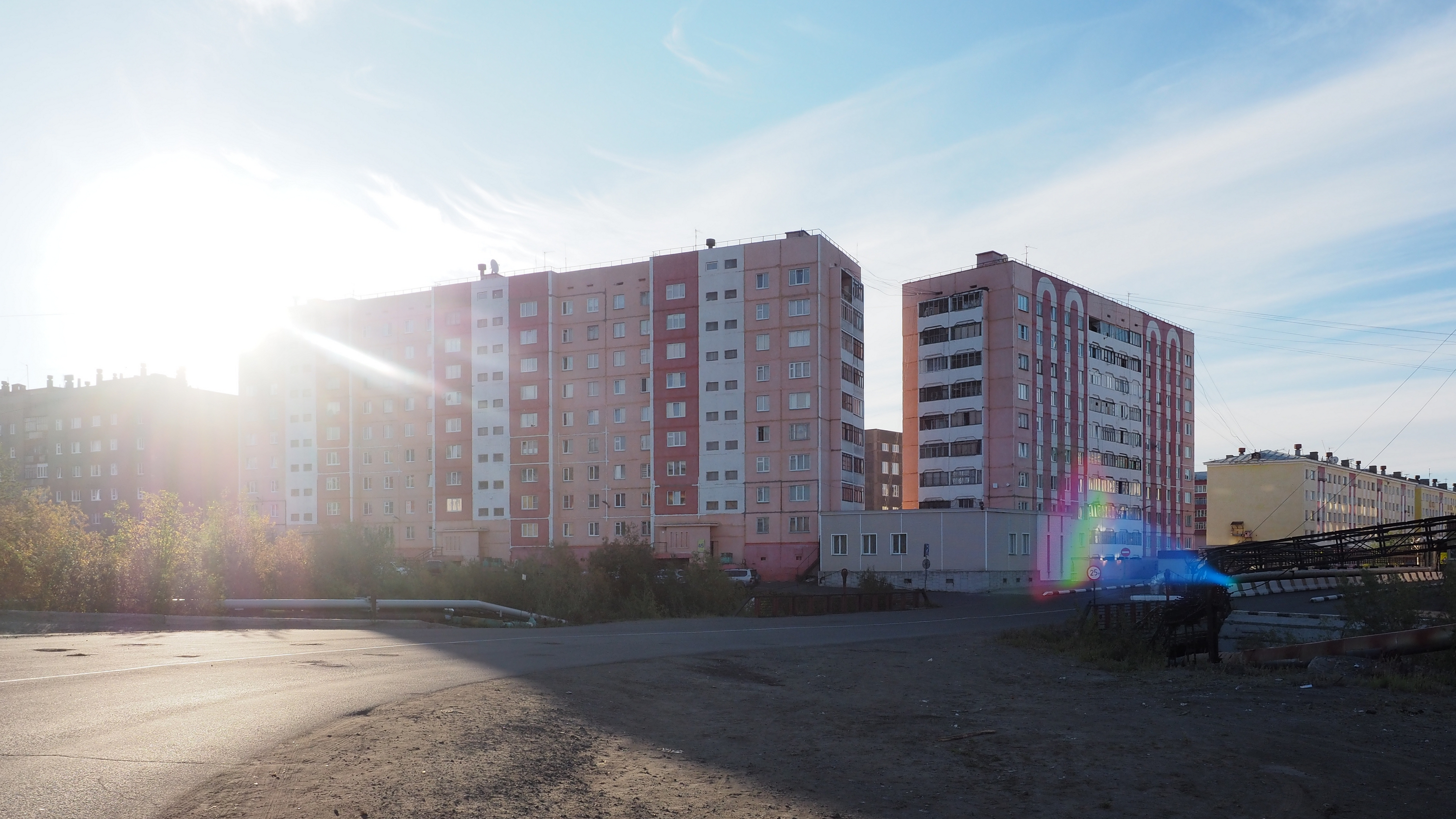
Рядовая застройка Дудинки

## Часовой пояс
Город Дудинка находится в часовой зоне МСК+4. Смещение применяемого времени относительно UTC составляет +7:00.

## География и климат

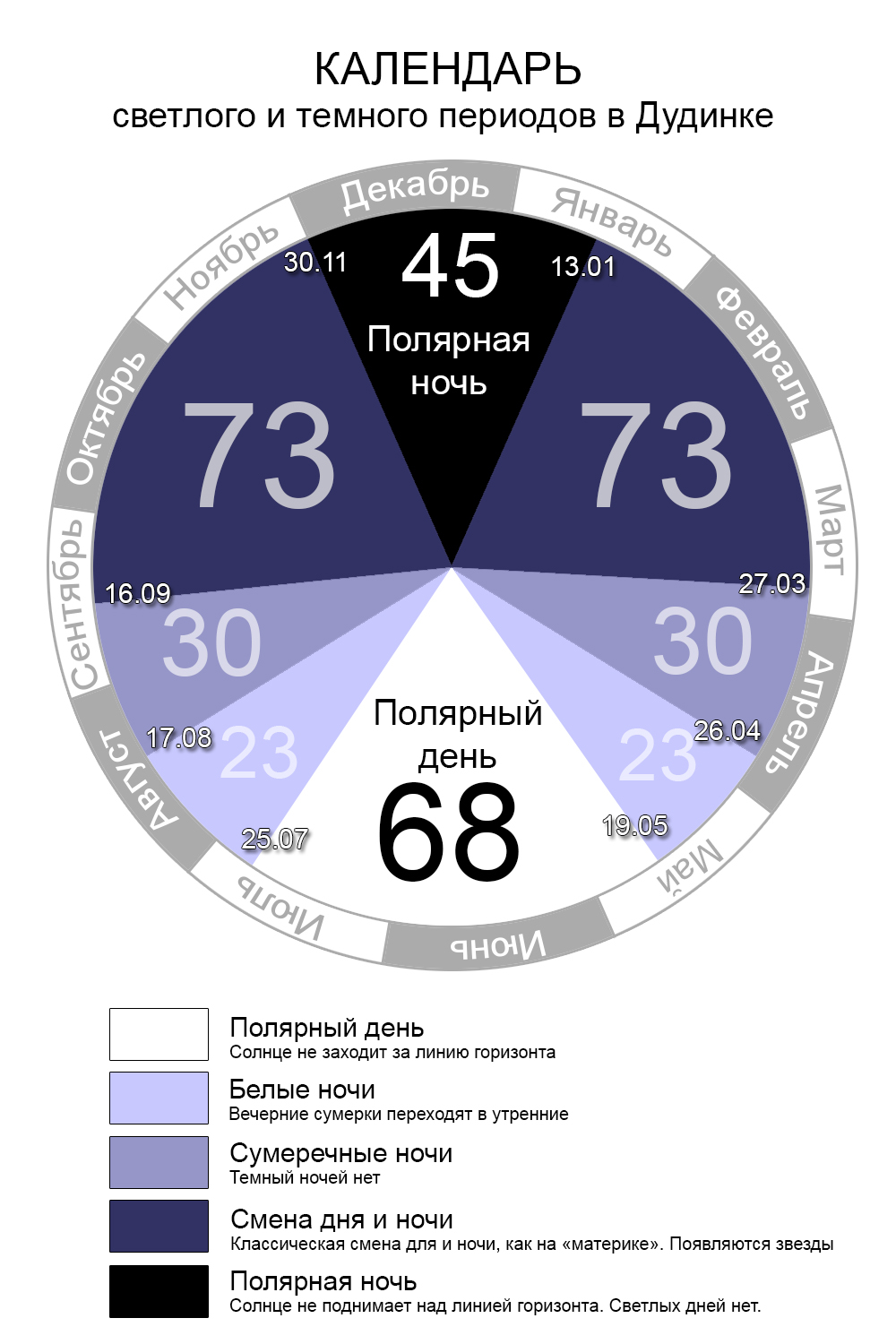

### Географическое положение
Город расположен за Северным полярным кругом, на правом берегу Енисея в 1 989 км по реке к северу от Красноярска.
Из-за своего географического расположения на широте в 69 градусов для города характерны полярная ночь и полярный день. Полярная ночь в городе наступает 30 ноября и продолжается 45 суток до 13 января. В этот период светлое время дня составляет всего 2 часа с 12 до 14. Солнце даже в этот промежуток времени не появляется над горизонтом. Полярный день начинается 19 мая и длится 68 суток до 25 июля. В это время солнце не опускается ниже линии горизонта. Далее следует период белых ночей (23 дня до 17 августа) и период сумеречных ночей (30 дней до 16 сентября).

### Климат
Город Дудинка относится к районам Крайнего Севера.
Климат Дудинки — суровый субарктический. Среднегодовая температура составляет −9,4 °C. Зима долгая и суровая, морозы могут достигать −50 °C и более. Оттепели зимой исключены. Морозных дней — около 280, отопительный сезон — свыше 300 суток. Всего четыре месяца в Дудинке наблюдается положительная средняя температура. Лето короткое и прохладное, хотя в отдельные годы возможны температуры +30 °C и выше.
| Показатель                    | Янв.  | Фев.  | Март  | Апр.  | Май   | Июнь  | Июль | Авг. | Сен.  | Окт.  | Нояб. | Дек.  | Год   |
| ----------------------------- | ----- | ----- | ----- | ----- | ----- | ----- | ---- | ---- | ----- | ----- | ----- | ----- | ----- |
| Абсолютный максимум, °C       | −0,3  | −0,6  | 4,2   | 8,8   | 26,5  | 31,2  | 32,3 | 30   | 24,5  | 12,3  | 2,7   | 0,7   | 32,3  |
| Средний суточный максимум, °C | −22,9 | −22,7 | −16,2 | −9,3  | −1,1  | 11,1  | 18,9 | 15,6 | 7,4   | −5    | −16,4 | −21,2 | −5,2  |
| Средняя температура, °C       | −27,7 | −26,7 | −22,3 | −15,1 | −5,6  | 5,5   | 13,4 | 10,8 | 3,8   | −8,2  | −20,9 | −25,1 | −9,8  |
| Средний суточный минимум, °C  | −30,6 | −30,7 | −26,1 | −19,7 | −8,3  | 3,5   | 9,7  | 7,8  | 1,8   | −10,7 | −24,1 | −28,9 | −13   |
| Абсолютный минимум, °C        | −56,7 | −55   | −52,1 | −45,4 | −32,6 | −14,2 | −0,8 | −2,5 | −20,2 | −38,8 | −48,7 | −53,5 | −56,7 |
| Норма осадков, мм             | 44    | 38    | 34    | 31    | 30    | 37    | 45   | 59   | 49    | 60    | 47    | 48    | 522   |

Источник данных — weatherbase.com

## Официальная символика

### Герб города Дудинки
Герб Дудинки утверждён Решением Городского Собрания г. Дудинки от 28.03.2008 № «Об утверждении Положения о гербе города Дудинки».

Герб города Дудинки

Герб города Дудинка является официальным символом города Дудинка.

#### Согласно геральдическому описанию
«В щите, скошенном слева лазурью (синим, голубым) и серебром, узкий пояс переменных цветов, сопровождаемый в лазури идущим серебряным северным оленем, и в серебре чёрным кочем с золотыми парусами, канатами и якорем».
Основная идея герба города Дудинки выражена в двух цветах и фигурах. Смысл достаточно многогранный:
1. синий и серебряный цвета отражают полярную ночь и полярный день;
2. северный олень — царь природы Таймыра, символ основного занятия северянина, главный источник его благополучия;
3. старинное морское парусное судно-коч символизирует то, что Дудинка является одним из важнейших портов Северного морского пути.

Лазоревый цвет дополняет «водно-портовую» тематику. Серебряный цвет в гербе говорит о бескрайних северных просторах. Город расположен в устье реки Енисей, изображённой геральдической фигурой — поясом переменных цветов, что показывает два периода жизни реки: синий — открытая вода, серебряный (белый) — снег и лёд. Синий цвет в геральдике — символ чести, славы, преданности, истины, красоты, добродетели и чистого неба. Серебро в геральдике — символ простоты, совершенства, мудрости, благородства, мира и взаимного сотрудничества. Золото в геральдике символизирует прочность, величие, интеллект, великодушие, богатство. Чёрный цвет в геральдике символизирует мудрость, свободу, вечность бытия. В гербе города Дудинки языком геральдических символов и аллегорий гармонично отражены его природные особенности, основной профиль деятельности местного населения и национальный колорит.

### Флаг города Дудинки

Флаг города Дудинки

Флаг Дудинки утверждён Решением Городского Собрания г. Дудинки от 28.03.2008 № «Об утверждении Положения о флаге города Дудинки». Флаг города — прямоугольное полотнище, которое имеет соотношение сторон 2:3, несущее в центре изображение фигур герба города, фигуры и деление смещены к древку.
Сразу заметно то, что флаг города имеет в своей основе герб города. Флаг отражает исторические, культурные, социально-экономические, национальные и иные местные традиции. Флаг города Дудинка, наряду с гербом, является официальным символом Дудинки.

## Население
| 1860    | 1900    | 1927    | 1937    | 1939    | 1940    | 1951    | 1959    | 1967    |
| ------- | ------- | ------- | ------- | ------- | ------- | ------- | ------- | ------- |
| 40      | ↗70     | ↗246    | ↗1345   | ↗3568   | ↘2221   | ↗13 240 | ↗16 332 | ↗19 000 |
| 1970    | 1973    | 1979    | 1989    | 1992    | 1996    | 1998    | 2000    | 2001    |
| ↗19 701 | ↗21 000 | ↗24 758 | ↗32 325 | ↘32 100 | ↗33 700 | ↘27 900 | ↘26 800 | →26 800 |
| 2002    | 2003    | 2005    | 2006    | 2007    | 2008    | 2009    | 2010    | 2011    |
| ↘25 132 | ↘25 100 | ↗25 200 | ↘24 988 | ↘24 592 | ↘24 382 | ↘24 021 | ↘22 175 | ↘22 161 |
| 2012    | 2013    | 2014    | 2015    | 2016    | 2017    | 2018    | 2019    | 2020    |
| ↗22 356 | ↘22 339 | ↗22 410 | ↘22 204 | ↘21 978 | ↘21 513 | ↘21 015 | ↘20 952 | ↘20 804 |
| 2021    | 2024    |         |         |         |         |         |         |         |
| ↘19 556 | ↘19 309 |         |         |         |         |         |         |         |

На 1 января 2025 года по численности населения город находился на 671-м месте из 1124 городов Российской Федерации.

## Территория города

Территория, подчинённая Дудинке

В состав города Дудинки входят семь микрорайонов и тридцать три улицы.
Площадь земель в границах городской черты — 10 554,4 га, в том числе:
1. участки городской застройки — 1022,3 га;
2. участки объектов коммунального назначения — 27,3 га;
3. участки для пользования в сельскохозяйственных целях — 7420,6 га;
4. участки транспорта и прочие — 1844,4 га.

Общая площадь охотничьих угодий в пределах городской черты — 163 079,5 га.

### Подчинённые населённые пункты
В подчинении Дудинки находились следующие сельские населённые пункты, до 1989 года образовывавшие сельсоветы:
- посёлок Волочанка — Волочанский сельсовет;
- посёлок Левинские Пески и посёлок Пшеничный Ручей — Левинский сельсовет;
- посёлок Потапово — Потаповский сельсовет;
- посёлок Тухард и посёлок Мессояха — Мессояхский сельсовет (административный центр располагался в Тухарде);
- посёлок Усть-Авам — Усть-Авамский сельсовет;
- посёлок Хантайское Озеро — Хантайский сельсовет.

С 1989 года сельсоветы были упразднены и заменены администрациями посёлков, однако обозначение сельсовет встречается и после 1989 года.
Официально с 1999 года: территории, подведомственные администрации города Дудинки.
Упразднение сельсоветов с заменой на администрации посёлков официально было утверждено постановлением администрации Таймырского (Долгано-Ненецкого) автономного округа от 28 декабря 2000 года № 552. Этим же постановлением посёлок Пшеничный Ручей был передан непосредственно в подчинение Дудинки. Постановление было отменено 4 января 2002 года как не соответствующее законодательству.
В 2002 году администрация посёлка Тухарда (ранее Мессояхский сельсовет) была передана в подчинение администрации Усть-Енисейского района.
В 2010 году были приняты Закон об административно-территориальном устройстве и реестр административно-территориальных единиц и территориальных единиц Красноярского края, провозгласившие отсутствие сельсоветов в Таймырском Долгано-Ненецком и Эвенкийском районах как административно-территориальных единицах с особым статусом. В Таймырском Долгано-Ненецком автономном округе в границах сельских поселений были утверждены составные территориальные единицы, образованные сельскими населёнными пунктами.
В ОКАТО как объекты административно-территориального устройства сельсоветы выделялись до 2011 года.
При образовании к 1 января 2005 года Таймырского Долгано-Ненецкого муниципального района территории всех сельсоветов, за исключением Мессояхского, вошли в состав городского поселения Дудинки, территория Мессояхского сельсовета вошла в состав сельского поселения Караул. Пшеничный Ручей и Мессояха в составе муниципального района учтены не были.
В реестре административно-территориальных единиц и территориальных единиц Красноярского края посёлок Пшеничный Ручей и Мессояха отсутствуют. Пшеничный Ручей после 2011 года не учитывается в ОКАТО, в ОКТМО также отсутствует. Посёлок Мессояха в ОКАТО значился до 2011 года, в ОКТМО до 2012 года.
Официальные документы об упразднении данного Пшеничного Ручья и Мессояхи отсутствуют. Фактически территория Пшеничного Ручья учитывается в качестве микрорайона Дудинки, в том числе в правовых актах.

## Экономика
В 2023 году Дудинка вошла в список из 16 агломераций и населённых пунктов, утверждённых правительством РФ в качестве опорных пунктов арктической зоны. В рамках проекта в 4-х городах Красноярского края до 2030 года будет реализовано порядка 200 инвестиционных проектов, создающих 130 тыс. новых рабочих мест.

## Транспорт
Самая северная в мире железная дорога и автомобильное шоссе А382 связывают Дудинку с аэропортом Алыкель (44 км) и Норильском (96 км). По городу осуществляются регулярные автобусные перевозки по трём городским (1,2 и 4) и двум пригородным (110 и 115) маршрутам.
Дудинка, как и Норильский промышленный район, не имеет наземного сообщения (железной дороги или автомобильной трассы) с материковой частью России. В зимний период действуют автозимники в Тухард и Мессояху.

### Городской транспорт
Автобусные перевозки в городе по городским маршрутам осуществляет МУП «Пассажиравтотранс». В городе работают 3 маршрута. Движение осуществляется по будним дням и субботам. Стоимость проезда — 30 рублей.

### Маршруты
В дни массового посещения кладбища и по субботам в июле—августе автобусный маршрут № 1 продлевается до городского кладбища, расположенного в районе бывшего рыбозавода.

### Междугородный транспорт
Действует два междугородных автобусных маршрута:
- № 110 Дудинка — Алыкель — Дудинка;
- № 115 Дудинка — Кайеркан — Норильск — Дудинка.

Зимой из-за частой пурги, вызывающей снежные заносы на дорогах, трасса закрывается для междугородного транспорта.

### Железная дорога

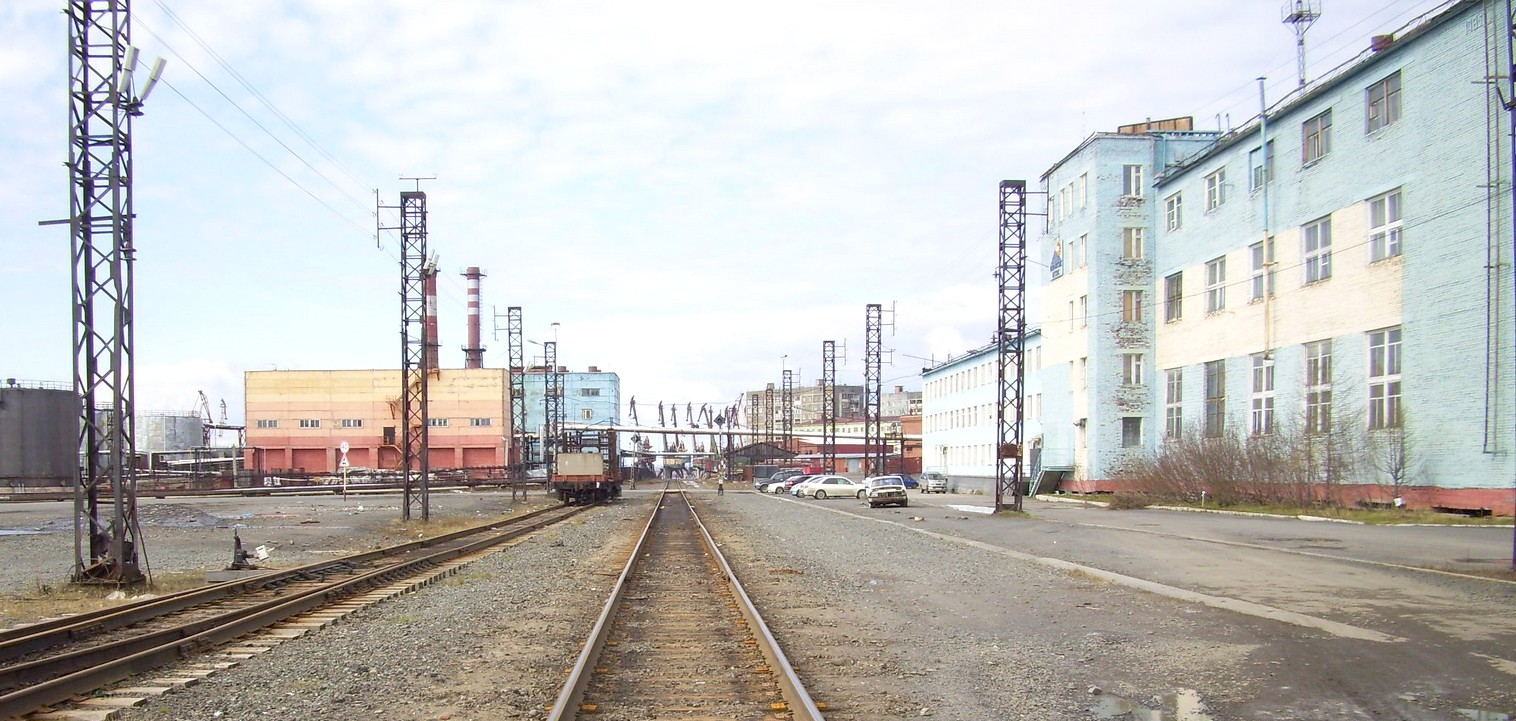
Бывшая пассажирская станция в Дудинке (2010)

Железная дорога в Дудинке — автономная, не связанная с «материком». До середины 1990-х годов производились пассажирские перевозки по маршруту Дудинка—Алыкель. Позже, ввиду нерентабельности, перевозки отменили, но дорога всё же используется; тепловозы вывозят по ней готовую продукцию и руды из Норильской промышленной зоны.

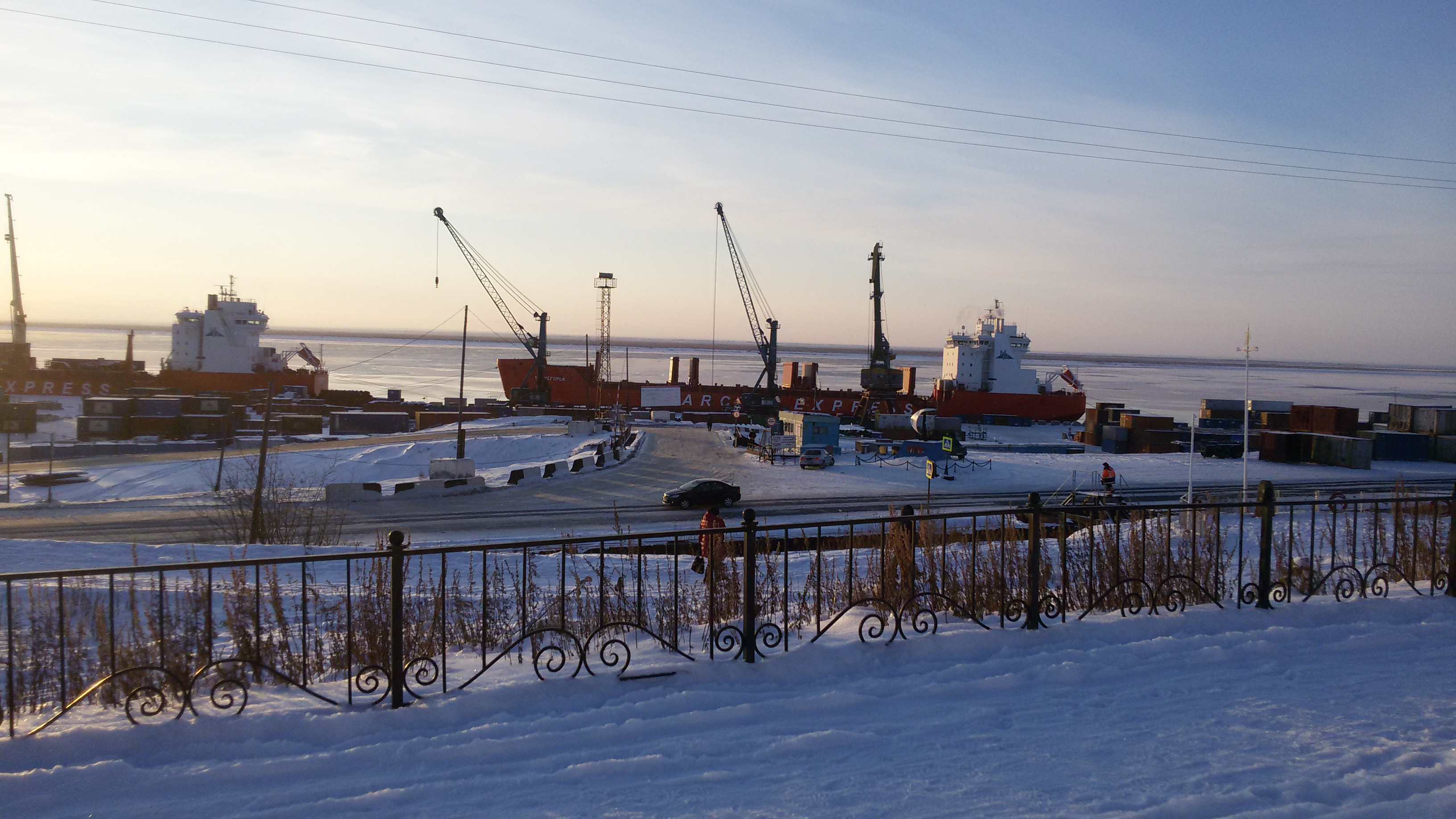
Контейнеровоз ледового класса Arctic Express в порту Дудинки

### Порт
Дудинка — морской порт в низовьях Енисея; самый северный международный морской порт в России и крупнейший в Сибири. Круглый год он связан морским сообщением с Архангельском и Мурманском, в период летней навигации — речным сообщением с Красноярском и Диксоном. Дудинский морской порт — единственный в мире ежегодно затапливаемый в период весеннего ледохода.

### Аэропорт
В зимний период, когда закрыт период летней навигации по Енисею в сторону Красноярска (конец октября), можно добраться на «материк» лишь или по Северному морскому пути или через аэропорт Алыкель. Он находится примерно в 40 км восточнее Дудинки. Как правило, пассажирские перевозки в зимний период осуществляются исключительно воздушным путём.
Аэропорт обслуживает внутренние рейсы.

## Культура

### «Городской Дом культуры»
Муниципальное учреждение «Городской дом культуры» является главным центром культурной жизни Дудинки.
В «Городском доме культуры» на постоянной штатной основе работают два творческих коллектива, имеющие звание «Народный» — Таймырский ансамбль песни и танца народов Севера «Хэйро» и Дудинский Камерный театр.
Основные задачи и виды деятельности учреждения: проведение праздников, концертов, театрализованных представлений, реализация целевых программ совместно с учреждениями культуры города и района, ведение плановой работы с коллективами художественной самодеятельности — любительскими объединениями и народными коллективами, организация гастрольной и выставочной деятельности творческих коллективов.
Здание дома культуры было сдано в эксплуатацию в 1960 году; в январе 1966 года оно было передано в ведение города
Сейчас «Городской дом культуры» имеет статус Муниципального учреждения культуры и является структурным подразделением Комитета культуры, молодёжной политики и спорта Администрации города Дудинки.

### Кинодосуговый центр «Арктика»
Здание кинотеатра «Арктика» было введено в эксплуатацию в 1976 году.
После реконструкции и капитального ремонта, постановлением Губернатора Таймырского (Долгано-Ненецкого) автономного округа 1 июля 2003 года «Арктика» переименовывается в кино-досуговый центр (КДЦ).
КДЦ «Арктика» оснащён системой Dolby digital ex. Он содержит два современных кинозала (1-я категория кинопоказа присвоена большому залу КДЦ «Арктика» научно-исследовательским кино-фото институтом в 2003 году).
Первый фильм в обновлённом здании показали 2 сентября того же года. С января 2006 года КДЦ «Арктика» стал муниципальным учреждением культуры (МУК КДЦ «Арктика»).

### Городской центр народного творчества
Городской центр народного творчества существует в Дудинке с 1994 г. В 2003 году приобрёл статус муниципального учреждения культуры «Городской центр народного творчества».
При городском центре народного творчества работает мастерская ремёсел, в перспективе планируется открыть аналогичные в п. п. Волочанка и Усть-Авам. Развитию этого направления в немалой степени способствуют выставки прикладного искусства (в год проводится до 40 выставок, обслуживается более 11 тыс. человек).
Одной из важнейших работ по ДПИ и ИЗО является пополнение выставочного фонда, наличие высокохудожественных коллекций. «Золотой» фонд ГЦНТ составляет 636 экспонатов. Постоянно ведётся индивидуальная работа с мастерами. Всего по городу и посёлкам насчитывается 156 мастеров и художников. В мастерской центра ведётся обучение молодого поколения навыкам работы с традиционными материалами ДПИ Таймыра. При мастерской Центра народного творчества занимаются клубные формирования по вышивке бисером, резьбы по кости.

### Библиотеки Дудинки
МУК «Дудинская ЦБС» — член Российской библиотечной ассоциации — состоит из 8 библиотек: центральная, детская, библиотека семейного чтения, 5 сельских библиотек. В центральной библиотеке и библиотеке семейного чтения пользователям предоставляется доступ в интернет. К услугам пользователей МУК «Дудинская ЦБС»: электронный каталог, систематическая и краеведческая картотеки, электронный и печатный варианты газеты «Таймыр». Литературные вечера, курсы библиотечно-библиографических знаний, клубы по интересам, любительские объединения работают как в центральной, так и сельских библиотеках Дудинки. Так, в центральной библиотеке действуют «Школа права», клуб для старшеклассников «Истоки», литературный салон; в детской — лекторий «Этика жизни», «Школа радостного чтения», видеосалон «Волшебный мир экрана»; в библиотеке семейного чтения — семейный клуб «Тропинка». Клубы любителей книги «Книжная радуга», «Всезнайка», «Жили — были», «Синильга», «Булчут» работают в сельских библиотеках.
В июле 2006 г., в связи реорганизацией библиотек городского поселения Дудинка, создаётся муниципальное учреждение культуры «Дудинская централизованная библиотечная система», куда вошли 3 городских библиотеки (центральная и детская библиотеки, библиотека семейного чтения) и 5 библиотек в сельской местности (посёлки Хантайское Озеро, Потапово, Левинские Пески, Усть-Авам, Волочанка).

### Детская школа искусств имени Б. Н. Молчанова
Первая детская музыкальная школа в Дудинке открылась в 1965 году на базе Дудинского морского порта. Набор составил 50 учеников на отделения фортепиано и баяна. В октябре 1999 года решением администрации г. Дудинки школе было присвоено имя Бориса Николаевича Молчанова, известного долганского художника, члена Союза художников России. Сегодня в школе обучаются более 650 учащихся по самым разным направлениям: художественное творчество, хореографическое искусство, музыкальные инструменты — фортепиано, гитара, баян, аккордеон, домра, скрипка, духовые и ударные инструменты.
На базе школы работают различные творческие коллективы:
- детский хореографический ансамбль «Таймыр»,
- хореографический ансамбль школы искусств «Жемчужина Заполярья»,
- Младший ансамбль скрипачей и Старший ансамбль скрипачей и струнный квартет,
- оркестр народных инструментов, духовой оркестр, ансамбль гитаристов, вокальная группа преподавателей и детские вокальные группы[59].

### Таймырский краеведческий музей
4 сентября 1937 года Президиум Таймырского окрисполкома Красноярского края принял решение «О постановке архивного дела в Таймырском национальном округе и организации краеведческого музея в Дудинке».
1930—1940-е годы — время становления музея, формирования первых коллекций и первый опыт выставочной работы. Тогда музей обретает своё первое помещение — комнату в доме культуры. В военные и послевоенные годы музей не работал из-за отсутствия помещения. По той же причине он часто оказывался закрытым вплоть до 1955 года.
В 1950 году, незадолго до празднования 20-летней годовщины образования округа, Красноярский краевой отдел культурно-просветительной работы командировал в Таймырский музей выпускницу Минусинской культпросвет школы Альвину Яновну Мельдер, которая сразу же приступила к разработке экспозиций отделов природы, истории и социалистического строительства. В августе 1955 года музею было выделено помещение, состоящее из четырёх комнат, с экспозиционной площадью 144 кв. метра. Фондовые коллекции насчитывали около 500 экспонатов.
В 1967 году музею выделили ещё одно помещение на улице Матросова, в доме № 16. 1960-е годы — начало активного комплектования фондов, планомерной научно-исследовательской работы.
В конце 1976 года музей получил новое помещение по адресу Советской, 7, с семью экспозиционными залами и отдельным помещением под хранилище, штаты увеличились в два раза. Активизировалась научно-просветительная работа, сотрудники музея выступали с публикациями в газете, на радио и были участниками передач на норильском телевидении.
С апреля 1984 музей начинает переезжать в помещение по адресу Щорса, 13 — из-за аварийного состояния прежнего здания. В это время продолжается активное комплектование фондов музея, количество экспонатов увеличивается к 1986 году до 30 000 тысяч, музейные сотрудники остро ощущают недостаток экспозиционных и фондовых помещений. В 1986 году отделом культуры Таймырского окрисполкома (заведующий — Ю. И. Градинаров) и Таймырским музеем (директор — Л. Г. Блюдова) был объявлен краевой конкурс среди архитекторов на лучший проект здания Таймырского музея. Победителем стал А. Курицын — архитектор из г. Красноярска, с проектом под названием «Большая медведица». По его проекту, в 1992 году начато строительство музея в Дудинке, которое затянулось на долгие годы. Начало 1990-х было для страны временем политических, финансовых и социальных потрясений. Строительство активно возобновляется в 2006 году, и уже 9 апреля 2009 года состоялось торжественное открытие. Новое здание площадью 3 268,60 метров, из которых 1 214,40 — экспозиционно-выставочные залы и 313,70 — фондовые помещения.

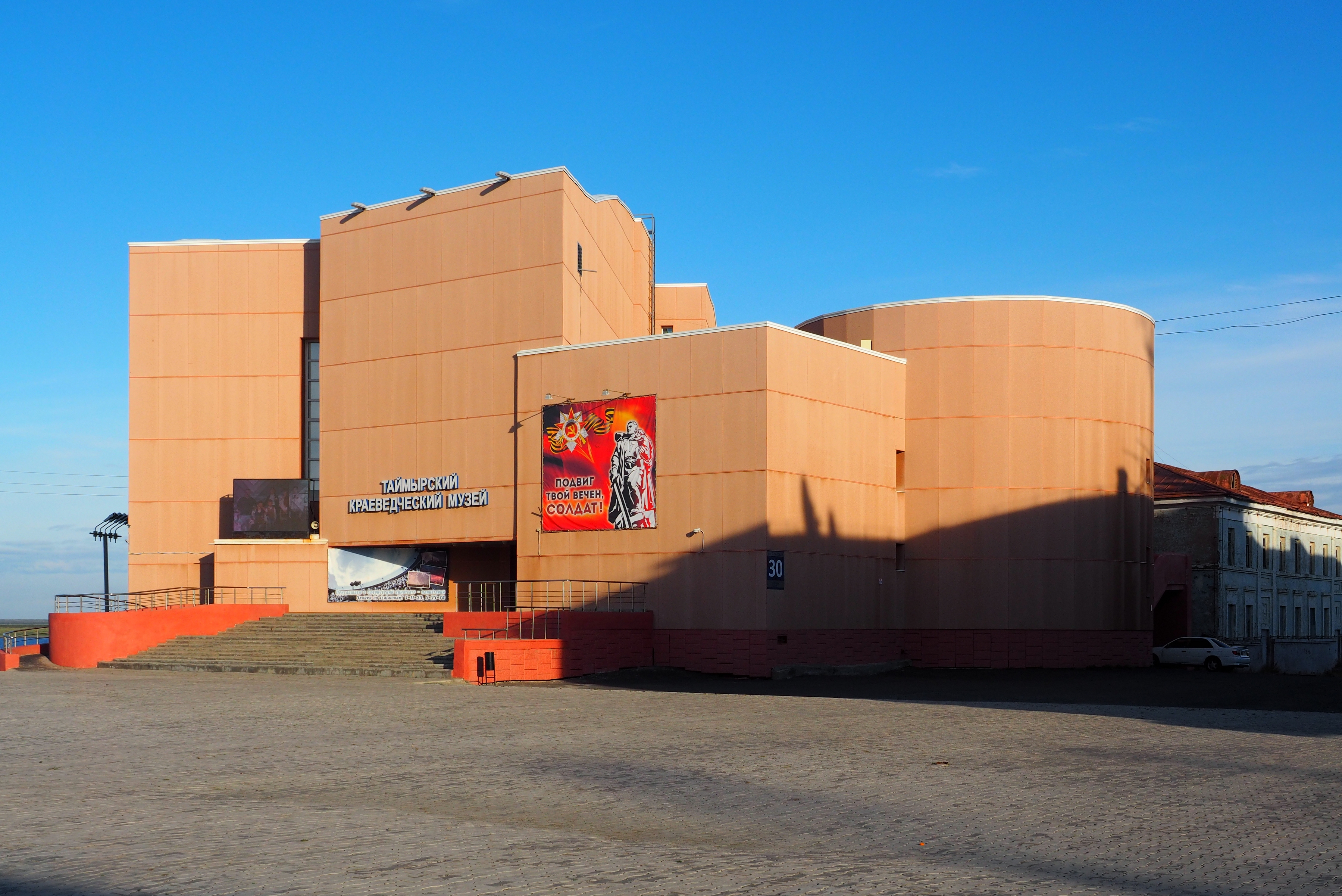
Таймырский краеведческий музей, современное здание

В мае 2011 года открылась новая экспозиция музея.

## Физкультура и спорт
В Дудинке построили единственный в мире ледовый стадион за Полярным кругом — ледовую арену «Таймыр».
Еженедельно ледовая арена принимает около 1,5 тысяч человек. Строительство спортивного объекта было начато в октябре 2011 года в рамках соглашения между Министерством регионального развития РФ, Правительством края и Администрацией Норильска и завершилось в 2014 году. В спорткомплексе работает школа кёрлинга.
В 2016 году на арене «Таймыр» прошёл Кубок Таймыра по кёрлингу, в котором приняли участие ведущие мужские команды России.
С 2017 года Дудинка становится местом проведения ежегодного Международного турнира по кёрлингу «Arctic Curling Cup». В 2017 году он стал первым в истории Международным турниром по кёрлингу среди женских команд за Полярным Кругом. В соревновании приняли участие 8 команд: сборная России, сборная Красноярска, Канады, США, Финляндии и Швейцарии.
Боец ММА Пётр Ян, проживавший ранее в Дудинке и начавший занятия спортом в местной секции бокса, успешно выступает в UFC и являлся чемпионом этой организации в весе до 61 кг.

## Связь и интернет
В Дудинке действуют интернет-провайдеры, которые предоставляют услуги по подключению проводного доступа в сеть интернет: «Мастерра.ру», «Smnet», «МТС» (7 канал).
По состоянию на 01.10.2017 г., Дудинка имеет наземную оптоволоконную линию с материком. ВОЛС протянут от Нового Уренгоя до Норильска по территории Ямало-Ненецкого АО и трём районам Красноярского края на более чем 957 км. Опытная эксплуатация и возможность пользования интернетом через ВОЛС для населения введена с 22 сентября 2017 года. С приходом ВОЛС в регион увеличилась скорость передачи данных, появились безлимитные тарифы.

## Достопримечательности
- Обелиск в честь 50-летия Советской власти — открыт в 1967 году.
- Архитектурно-декоративное панно «300 лет Дудинке». Автор рисунка — художник Норильского драматического театра Б. Антипов. Установлено панно в 1967 году.
- Памятник В. И. Ленину, открытый 6 декабря 1980 года, в день пятидесятилетия Таймырского округа.
- Памятник «Вечная память героям, павшим за Родину в Великой Отечественной войне 1941—1945 гг.», открытый 9 мая 1981 года.
- Памятник «Пограничникам Крайнего Севера», установленный 26 сентября 2020 года благодаря активному участию генерал-майора ПС ФСБ РФ в запасе Авдеева Юрия Иннокентьевича, старшины ПВ КГБ СССР в запасе Гайнутдинова Марса Ахметовича, старшего сержанта ПВ КГБ СССР в запасе Руденко Игоря Николаевича.
- Скульптура Мамонта, установленная в 2006 году у здания Таймырского Дома народного творчества.
- Скульптура Медведя, установленная в 2006 году у здания Таймырского Дома народного творчества.
- Малая скульптурная композиция «Спящие кошки», установленная к 340-летию Дудинки в 2007 году. Автор — Александр Сигуней. Изготовлена из дерева и олицетворяет покой, уют и тепло родного города.
- Скульптура «Северная девушка» — малая городская скульптура, символизирующая собирательный образ северных народов, населяющих Таймыр. Также скульптура девушки известна под именем Гюзы — героини легенды о купце Дудине, в честь кого, якобы, и названа Дудинка. Автор — Элина Марчук. Установлена скульптура на Набережной площади в 2007 году.
- Памятник-часовня в честь Животворящего Креста Господня, посвящённого жертвам политических репрессий — открыт в 2008 году.
- Памятник Святителю Николаю Мирликийскому, установленный в 2009 году у Управления Дудинского морского порта.
- Городские часы-маяк, установленные в год 345-летия города в 2012 году.
- Скульптура «Рыбак» — малая городская скульптура, символизирующая нелёгкий труд рыбаков-промысловиков Таймыра. Автор — Андрей Поротов. Установлена скульптура в 2013 году.
- Буксирный теплоход БТ-337, установленный на площади портовиков осенью 2017 года.
- Индустриальный арт-объект «Дудинский жираф». Автор — С. Г. Строганова — Юдин. Арт-объект был открыт в октябре 2017 года.

## Посещение иностранцами
Порт Дудинка не является территорией с регламентированным посещением иностранными гражданами. Правительственное постановление «Об утверждении перечня территорий Российской Федерации с регламентированным посещением для иностранных граждан» гласит: «4. Красноярский край — территория в границах оз. Половинное — Казанцево — Мессояха — Мадуйка — оз. Дюпкун (за исключением портов Дудинка, Игарка и судового хода по реке Енисей)».
Вместе с этим, воспользоваться аэропортом «Дудинка» иностранные граждане без разрешения не могут.